# Digitaler Datenraum
Der digitale Datenraum (engl.: digital data room), teilweise auch virtueller Datenraum (engl.: virtual data room) genannt, ist ein virtueller Raum zur Verwaltung und Speicherung von Dokumenten.
Digitale Datenräume werden bei der Teamarbeit verwendet, um die sichere Zusammenarbeit an gemeinsamen Dokumenten zu ermöglichen. Insbesondere wird er bei der Due-Diligence-Prüfung verwendet. 
Ein digitaler Datenraum ist eine internetbasierte Plattform, die einen sicheren Onlinezugriff auf vertrauliche Dokumente ermöglicht. Im Rahmen der Due Diligence (Sorgfältigkeitsprüfung) prüfen potentielle Käufer im digitalen Datenraum vertrauliche Dokumente wie die wirtschaftlichen, rechtlichen und steuerlichen Verhältnisse des Verkaufsobjekts.